# Rudeltaktik

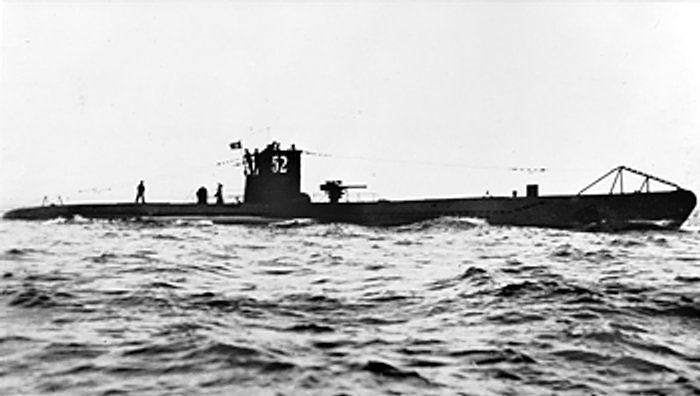
Es un U-Boot Alemán versión 52

El término alemán Rudeltaktik o táctica de manada, hace referencia a una táctica empleada originalmente por los U-Boote (submarinos) alemanes de la Kriegsmarine en la Batalla del Atlántico durante la Segunda Guerra Mundial, consistente en un ataque masivo contra un convoy. Posteriormente y en el mismo conflicto también sería empleada por los estadounidenses contra los japoneses en el Océano Pacífico.
Karl Dönitz empleó la palabra alemana Rudel para describir esta táctica, dado que hace referencia a una manada de animales. El término en inglés, y el más extendido es wolf pack, o manada de lobos.